# Cabeus
Cabeus est un cratère lunaire situé près du pôle sud, et localisé près du cratère Malapert, et au sud-ouest du cratère Newton (en). À cette latitude, la lumière solaire n'arrive que de façon rasante, et il est ainsi presque perpétuellement plongé dans l'obscurité.
Aucun détail n'est discernable depuis le sol terrestre : on ne connait sa morphologie précise que par les sondes placées en orbite lunaire.
En 1935, l'union astronomique internationale a donné le nom du mathématicien et physicien italien Niccolo Cabeo.

## Coordonnées
| Cabeus | Latitude | Longitude | Diameter |
| ------ | -------- | --------- | -------- |
| A      | 82.2° S  | 39.1° W   | 48 km    |
| B      | 82.4° S  | 53.0° W   | 61 km    |

## LCROSS
Le 11 septembre 2009, la NASA a annoncé avoir choisi Cabeus A comme cible de la mission LCROSS. Le 28 septembre 2009, la même NASA annonce changer de cible, préférant Cabeus proprement dit, à Cabeus A, sur la base des discussions en cours, basées sur la continuation du  dépouillement de nouvelles données, et de nouvelles simulations.
Cette mission  (lancée le 18 juin 2009), consiste à réaliser un impact sur le sol lunaire à l'aide de l'étage supérieur du lanceur, afin de vaporiser le sol et de pouvoir en étudier les composants par spectrométrie, depuis le sol terrestre. Le but de la mission étant de détecter l'éventuelle présence d'eau dans le régolithe lunaire, dans le but de faciliter l'installation d'une base lunaire dans un futur proche.
Le choix de ce cratère s’est fait sur la base de plusieurs paramètres et d’observations réalisées par des télescopes terrestres et les sondes lunaires LRO et Chandrayaan-1. Le cratère devait s’être formé peu de temps après la Lune, avoir une concentration d’hydrogène suffisamment élevée, un plancher plat, des pentes douces et ne pas contenir de gros blocs rocheux. Enfin, les scientifiques ont dû prendre en compte l’observabilité du panache de débris depuis la Terre.
LCROSS s'est finalement écrasé le 9 octobre 2009 sur la surface lunaire.
Au cours du mois de novembre 2009, la NASA annonce la découverte d'eau dans le cratère de Cabeus, à raison « d'au moins une dizaine de seaux de 7,5 litres chacun ».